# Guillaume-François de Mahy
Guillaume-François de Mahy, baron de Cormeré, né le 10 novembre 1739 à Blois, est un financier, économiste et publiciste français.

## Biographie
Guillaume-François de Mahy naît d'une famille noble. La terre de Cormeré, qui leur appartenait, est érigée en baronnie en 1747 pour son père, Guy Guillaume Mahy de Cormeré (1707-1771), receveur général des domaines et bois de la généralité d'Orléans à Blois. Guillaume-François est le frère ainé du marquis de Favras.
Il est fonctionnaire du contrôle général, receveur général des domaines et bois, et choisi par Necker pour diriger le Bureau pour la refonte des traites.
Il assura la défense de son frère dans l'affaire durant laquelle il fut condamné.

## Publications
- Observations à messieurs les électeurs de la ville et vicomté de Paris sur des réformes utiles et nécessaires dans l'Administration des finances (1785)
- Mémoire sur les finances et sur le crédit, pour servir de suite aux Recherches et considérations nouvelles sur les finances (1789, 2011)
- Recherches et considérations nouvelles sur les finances, ou Mémoire sur leur situation actuelle, cause du déficit, moyens de l'anéantir en pourvoyant aux dépenses de l'Etat, sans accroissement d'impôts, en délivrant la Nation de ceux qui sont les plus onéreux, tels que les gabelles, les traites, douanes intérieures du royaume, & autres. Tome 1 (1789)
- Recherches et considérations sur l'impôt, ou Nouveau régime d'impositions proportionnelles aux besoins de l'Etat : travail remis au comité de l'imposition, avec les pièces et états justificatifs de chaque partie (1790)
- Recherches et considérations nouvelles sur les finances, ou Mémoire sur leur situation actuelle, cause du déficit, moyens de l'anéantir en pourvoyant aux dépenses de l'Etat, sans accroissement d'impôts, en délivrant la Nation de ceux qui sont les plus onéreux, tels que les gabelles, les traites, douanes intérieures du royaume, & autres. Tome 2 (1790, 2010)
- Testament de mort de Messire Thomas de Mahy de Favras, chevalier de l'Ordre Royal et militaire de Saint-Louis ; Discours de M. de Cormeré aux citoyens françois (1790)
- Plaidoyer pour Thomas-Mahy de Favras, chevalier de l'ordre royal & militaire de Saint-Louis, prononcé par M. le baron de Cormeré,... devant le Tribunal des crimes de lèze-nation le 18 février 1790 (1790)
- Justification de M. de Favras, prouvée par les faits et par la procédure  (1791)
- Observations importantes sur les colonies françoises de l'Amérique (1791)
- Informations, prétendues pièces de convition, interrogatoires, procédures et jugemens sur le procès de l'infortuné Thomas de MahyFavras, Chevalier de l'ordre royal et militaire de Saint-Louis, condamné à mort par un Jugement du tribunal commis par l'assemblée nationale pour l'instruction des crimes de lèze-nation, ledit Jugement en date du 18. février 1790, exécuté le lendemain, 19. février (1791)
- Situation exacte des finances, à l'époque du premier janvier 1792, ou Lettre de G. F. Mahy de Cormeré, à M. le président & à MM. les députés composant le Comité des contributions publiques, de l'Assemblée nationale (1792)
- Histoire de la révolution, de la partie française de St. Domingue: development exact des causes et principes de cette révolution ; manœuvres, intrigues employées pour son execution (1794)

### Sources
- Journal des économistes : revue de la science économique et de la statistique, 1888
- Thierry Claeys, Dictionnaire biographique des financiers en France au XVIIIe siècle: Volume 1, 2009
- Maurice d'Irisson, Autour d'une Révolution (1788-1799), 1888
- Jean-Nicolas Dufort de Cheverny, Mémoires sur les règnes de Louis XV et Louis XVI et sur la Révolution. Tome 1, 1886